# 大学路 (成都)
大学路，是成都市的一条东西向道路。西起人民南路，东到红星路。宽约20米，全长约800余米，亦為双车道。共植有2排116棵梧桐樹，最初因毗邻当年的华西协合大学（现为四川大学华西校区）得名。

## 历史

### 清末民初
1905年，英、美、加三国基督教新教的四个教会差會——英國公誼會差會、美北浸禮會差會、美以美會差會、美道會，在成都筹建华西协合中学，并于1910年开办华西协合大学，遂有如今的大学路。当时为学校的内部道路与中轴线正交，也是学校与城市联系的主要道路，称南门大路与东门大路。
道路北侧主要为临时大学宿舍、附属中学及中学教员住所，道路南侧为校区主要部分，临街有事务所（怀德堂，现为四川大学华西校区华西办公楼）、图书馆（懋德堂，现为四川大学华西校区校工会校史陈列室）、教育室、宗教室及大学教员住所（现已不存）。

### 建国后至21世纪初
随着城市道路对校区的分割（1960年，人民南路的建设将校区一分为二），北面宿舍区的建设，附近学校与居民区的陆续增加，大学路渐渐从学校教学区与宿舍区间的内部道路，演变为面向整个城市以菜市场功能为主的公共生活性道路。每两棵梧桐树间为一个摊位，并延伸到两侧人行道，总面积将近8000平方米，人称「大学路菜市场」，是当时成都市几大主要菜市场之一。
沿街店铺以餐饮为主，且傍晚常有流动的小吃车摊，热闹非凡。行人、自行车及机动车混行于路中，交通拥堵严重。

### 21世纪初至2006年末
道路开始整改，并在2006年列入成都市重点改造文化特色街区之一。主要措施有：
- 大学路近旁新建建筑用于菜市经营，并动员原有摊贩搬入该楼，将大学路菜市场移入室内
- 对夜间出没的流动小吃车摊进行管制
- 对四川大学华西校区临街侧进行改造，包括将原有实墙换成绿篱，破墙透绿，沿街建筑重新粉刷等，並在道路北侧专辟墙面，通过浮雕老地图及文字的方式，对华西坝（1908年华西协合大学成立后，其校址之后习称为「华西坝」，囊括从现今一环路到府南河边的全部地界。）历史和相关建筑进行介绍。
- 改造后，道路成为以交通功能为主，贯穿成都市东西的重要通路。

## 景观與特色建築
道路两侧底层均为沿街商铺，以餐馆、小型超市与小商品售卖为主。道路北侧为新气象宾馆、信息工程学院、华西宿舍区、校幼儿园、寄生虫研究所與龙江路小学，南侧为四川大学华西校区，可以看到华西办公楼、北校门、老图书馆及宁村宿舍区。其中南侧的华西办公楼与校史陈列室均在2001年被列为成都市文物建筑。

### 华西办公楼
华西办公楼又名怀德堂（The Whiting Memorial Administration Building），为原华西协合大学事务所。1915年动工，1919年建成，由英国建筑师荣杜易（他同时也是整个华西校园的规划设计者）设计，美国人罗恩甫捐建。
建筑设计时采用当时最新倒拱形结构技术。该楼建成后作为校行政事务办公室、礼堂、文科教室和照相部使用，并将二楼的大讲演室作为星期日礼拜、聚会之所。现为四川大学华西校区办公楼。

### 老图书馆
老图书馆又名懋德堂（The Lamont Library and Harvard-Yenching Museum），系美国赖孟德氏为纪念其子捐建，1926年竣工。建成后作为学校图书馆与博物馆使用。现为四川大学华西校区校工会校史陈列室。